# أبوسوم لينيوس الفأري
أبوسوم لينيوس الفأري (الأسم العلمي:Marmosa murina)، هو نوع من الأبوسوم يوجد في كولومبيا، وفنزويلا، وترينيداد وتوباغو، وغيانا، وسورينام، وغيانا الفرنسية، والبرازيل، وشرق الإكوادور، وشرق بيرو وشرق بوليفيا.